# Bufotes pseudoraddei
Bufotes pseudoraddei es una especie de anfibio anuro de la familia Bufonidae.

## Distribución geográfica
Esta especie es endémica de Pakistán. Habita en el noreste de Gilgit-Baltistan y Khyber Pakhtunkhwa entre los 1500 y 3000 m de altitud en bosques húmedos templados.
Su presencia es incierta en Afganistán y en la India.

## Publicación original
- Mertens, 1971 : Die Amphibien und Reptilien West-Pakistans. 2. Nachtrag. Senckenbergiana Biologica, vol. 52, p. 7-15.[5]